# Naturdenkmal Unterer Klingelbachgraben
Naturdenkmal Unterer Klingelbachgraben este o arie protejată (arie specială de conservare — SAC, sit de importanță comunitară — SCI) din Germania întinsă pe o suprafață de 3,19 ha, integral pe uscat.

## Localizare
Centrul sitului Naturdenkmal Unterer Klingelbachgraben este situat la coordonatele 49°48′36″N 9°35′09″E / 49.81°N 9.5858°E.

## Înființare
Situl Naturdenkmal Unterer Klingelbachgraben a fost declarat sit de importanță comunitară în noiembrie 2004 pentru a proteja un număr necunoscut de specii din flora spontană și fauna sălbatică aflate în arealul zonei. Situl a fost protejat și ca arie specială de conservare în aprilie 2016.

## Biodiversitate
Situată în ecoregiunea continentală, aria protejată conține 3 habitate naturale: Izvoare petrifiante cu formare de travertin (Cratoneurion), Păduri pe pante, grohotișuri și ravene de Tilio-Acerion, Păduri aluvionare cu Alnus glutinosa și Fraxinus excelsior (Alno-Padion, Alnion incanae, Salicion albae).
La baza desemnării sitului se află un număr nedeclarat de specii protejate.